# نسپولی ۱۲۴۰۵
سیارک ۱۲۴۰۵ (به انگلیسی: 12405 Nespoli، نامگذاری:1995RK) دوازده هزار و چهارصد و پنجمین سیارک کشف شده‌است که در ۱۵ سپتامبر ۱۹۹۵ کشف شد.